# Бојан Билбија
Бојан Билбија (Београд) српски је уредник, новинар и политички аналитичар.

## Биографија
Завршио је међународне односе на Факултету политичких наука.
Новинарску каријеру отпочео је у „Недељном телеграфу”.
У дневним новинама Политика ради преко 15 година, где је прошао све новинарске и уредничке степенице. Био је заменик главног и одговорног уредника Политика зип. Уредник је политичке рубрике Политике.
Коментарише у штампи и другим медијима актуелне политичке и друштвене догађаје.
Учествовао је у оснивању појединих медија у Србији.
Он пише за недељних „Печат” и „Нови Стандард”.
Током новинарске каријере је специјализовао међународну политику, глобалне односе и привреду.